# Aleksandar Lazevski
Aleksandar Lazevski (Vršac, Serbia, 21 de enero de 1988) es un futbolista macedonio. Juega de defensa y su actual equipo es el OFK Vršac de Serbia. 

## Selección nacional
Ha sido internacional con la selección de fútbol de Macedonia del Norte.

## Clubes
| Club                     | País                 | Año       |
| ------------------------ | -------------------- | --------- |
| FK Teleoptik             | Serbia               | 2005-2007 |
| Partizán de Belgrado     | Serbia               | 2007-2013 |
| FK Teleoptik (cedido)    | Serbia               | 2009      |
| F. C. Hoverla Uzhhorod   | Ucrania              | 2013-2014 |
| F. K. Rad (cedido)       | Serbia               | 2014      |
| N. K. Olimpija Ljubljana | Eslovenia            | 2015      |
| F. K. Mladost Lučani     | Serbia               | 2015-2016 |
| F. K. Sloboda Tuzla      | Bosnia y Herzegovina | 2016-2018 |
| OFK Vršac                | Serbia               | 2018-     |

## Palmarés

### Títulos nacionales
| Título              | Club                 | País   | Año  |
| ------------------- | -------------------- | ------ | ---- |
| Copa de Serbia      | Partizán de Belgrado | Serbia | 2008 |
| Superliga de Serbia | Partizán de Belgrado | Serbia | 2008 |
| Superliga de Serbia | Partizán de Belgrado | Serbia | 2010 |
| Copa de Serbia      | Partizán de Belgrado | Serbia | 2011 |
| Superliga de Serbia | Partizán de Belgrado | Serbia | 2011 |
| Superliga de Serbia | Partizán de Belgrado | Serbia | 2012 |
| Superliga de Serbia | Partizán de Belgrado | Serbia | 2013 |